# The Bight
The Bight ist ein Ort im Britischen Überseegebiet Turks- und Caicosinseln. Er liegt auf der Insel Providenciales und zählt 2288 Einwohner (Volkszählung 2012).